# São Cristóvão (Sergipe)
São Cristóvão és una ciutat brasilera de l'estat de Sergipe. Té 75.104 habitants (2009) sent així la tercera ciutat de l'estat després de les poblacions veïnes d'Aracaju i Nossa Senhora do Socorro. Aquestes tres ciutats formen, junt amb Barro dos Coqueiros, l'Àrea Metropolitana d'Aracaju, la població dels quals ascendeix a 794.475 habitants (2009).
São Cristóvão és la quarta ciutat més antiga del Brasil i va ser capital de l'estat de Sergipe fins que va ser transferida a Aracaju el 1855.

## Història
Fundada per Cristóvão de Barros l'1 de gener de 1590, és la quarta ciutat més antiga del país.
El 1637 va ser envaïda pels holandesos, quedant pràcticament destruïda. Les tropes portuguès-espanyoles, sota el comandament del Comte de Bagnoli, intentant evitar l'abastament dels enemics, van incendiar els cultius, van dispersar el bestiar i van cridar la població a desertar. Els holandesos, que van trobar la ciutat semideserta, van acabar de destruir-la. El 1645 els holandesos van ser expulsats de Sergipe deixant la ciutat en ruïnes.
A finals del segle xvii, Sergipe va ser annexionada a Estat de Bahia. El 1740, São Cristóvão va ser envaïda pels habitants de Vila Nova, regió del nord de Sergipe, revoltats contra el cobrament d'impostos per part de Portugal. A mitjan segle xviii, la ciutat va ser totalment reconstruïda.
El dia 8 de juliol de 1820, a través del decret de Joan VI de Portugal, Sergipe va ser emancipada de Bahía, sent elevada a la categoria de Província de l'Imperi del Brasil i São Cristóvão es converteix de nou en la seva capital.
A finals de la primera meitat del segle xix, els senyors dels enginys lideren un moviment amb l'objectiu de transferir la capital a una altra regió on hi hagués un port capaç de rebre embarcacions de major mida per facilitar l'exportació de la producció sucrera, principal font econòmica de l'època.
El 17 de març de 1855, el per llavors president de la província, Inácio Joaquim Barbosa, va transferir la capital a Aracaju. A partir d'aquell moment la ciutat passa per un procés de despoblament i crisis, que només serà pal·liat a començaments del segle XX amb l'aparició de la línia de ferrocarril i les fàbriques tèxtils.

## Patrimoni cultural i Plaça de São Francisco
La monumentalitat i els edificis històrics de la ciutat troben el seu major exponent a la Plaça de São Francisco, declarada per la UNESCO com a Patrimoni de la Humanitat el 2010.

### Plaça de São Francisco
La Plaça de São Francisco és un exemple de l'arquitectura religiosa tradicional del nord-est del Brasil. Els principals monuments que la componen són l'església i convent de São Francisco, l'església i Santa Casa de Misericòrdia, el Palau Provincial i nombroses cases associades dels segles xviii i xix.

#### Església i convent de São Francisco
El convent de São Francisco també és conegut com de Santa Cruz.

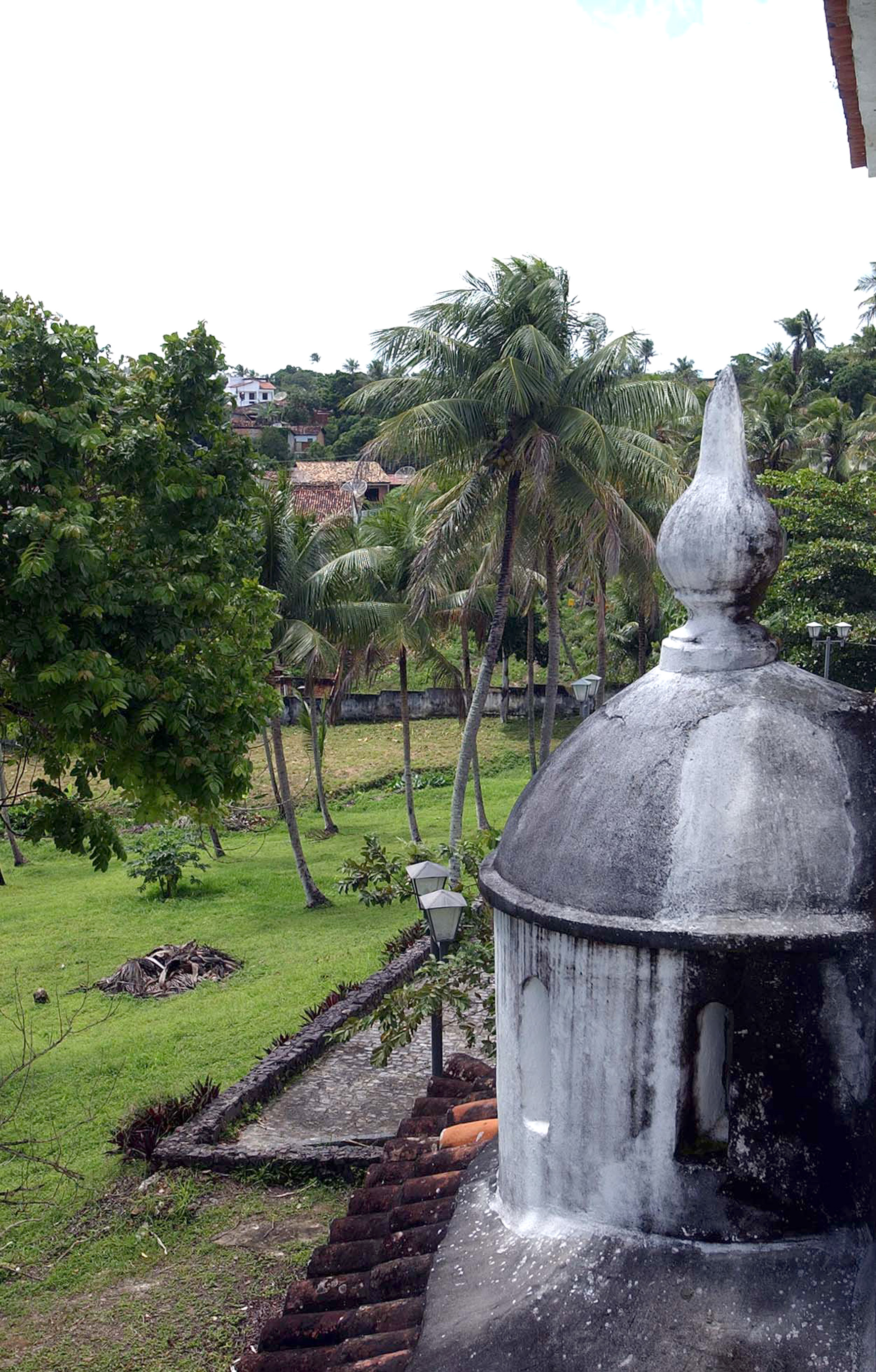
Convent de Santa Cruz.

El terreny on es troba el convent de San Francisco va ser donat pel sergent Bernardo Correa Leitão el 1659. El capital invertit en la construcció va ser aconseguit a través d'almoines dels propis ciutadans.
Durant el segle xix les instal·lacions del convent van ser utilitzades per l'Assemblea Provincial i per la Tresoreria General de la província. Les tropes que van anar a combatre els revoltats de Canudos, el 1897, es van allotjar a l'edifici.
A mitjan segle xix, el campanar amenaçava d'ensorrar-se a causa que la seva base era de tova i no podia suportar el pes. Per això, el govern provincial decideix construir una nova torre, però com la capital va ser traslladada a Aracaju, la segona torre no va ser acabada.
Amb la prohibició de nous ingressos als ordes religiosos, en el regnat de Pere II de Portugal, la construcció va ser abandonada fins a 1902, quan va ser reformada per frares alemanys. Aquesta reforma del pare Schimidt finalitza el campanar el 1908. La seva forma recordava a un nucli antic pel que va decidir reformar-la novament el 1938, donant-li una forma d'estil Art Déco, que era visiblement desproporcionat. Però la seva nova estètica contrastava massa amb l'estil colonial del conjunt franciscà pel que l'Institut de Patrimoni Nacional Històric i Artístic va decidir enderrocar-la el 1941 per construir l'actual torre el 1943, l'estil del qual s'integra millor al conjunt arquitectònic.
L'església té un pòrtic format per quatre arcs de pedra. En la part superior, el frontó està format per volutes i té un nínxol en el seu centre.
Actualment, el convent acull el Museu d'Art Sacre.

#### Església i Santa Casa de Misericòrdia
Actualment acull la Llar de la Immaculada Concepció, administrada per les Germanes clarisas. Serveix d'escola d'ensenyament bàsic i d'asil per a monges grans.
Se sap que a començaments del segle xvii ja existia l'Església de la Misericòrdia, fet provat pel testament de Baltazar Barbuda, de març de 1627, que va sol·licitar ser enterrat en aquesta església.
L'hospital de la Misericòrdia funcionava ja el 1860, data en la qual Pere II de Portugal va visitar el poble. Però al voltant de 1870 l'hospital perd la subvenció governamental, de la qual depenia des de la Independència de brasil, per no tenir durant anys anteriors un metge i, per tant, no haver tingut les condicions necessàries per prestar els serveis als malalts. Aquesta és la raó per la qual l'hospital va tancar poc temps després.
A partir de 1922, després d'un període d'abandonament, les Germanes Missioneres de l'Ordre de la Immaculada Concepció comencen a administrar i utilitzar l'edifici com a orfenat.
El conjunt format per l'església i l'antic hospital, que s'uneixen pel campanar, forma un pati intern quadrat amb jardí i parts cobertes.

### Altres monuments
Altres monuments d'interès de São Cristóvão són el Convent del Carmen, fundat el 1699 pels carmelites, i l'Església Matriu de Nostra Senyora de la Victòria, construït el 1608.